# Кохош
Кохош — гора, наивысшая отметка (2524 м над уровнем моря) Онинского хребта Западного Саяна на территории Таштыпского района Хакасии. 
Вершина плоская, со снежниками. Склоны крутые. На северном склоне встречаются скалы-останцы высотой до 15 м и каменистые россыпи. Лесная растительность встречается до высоты 2200 м. На северном склоне из цирковых озёр берет начало река Большой Он.